# Pietrosella
Pietrosella (Pitruseddaen  idioma corso ) es una comuna y población de Francia, en la región de Córcega, departamento de Córcega del Sur.
Su población en el censo de 1999 era de 864 habitantes.

## Demografía
| 101 | 118 | 350 | 738 | 864 | 1028 |
| Para los censos de 1962 a 1999 la población legal corresponde a la población sin duplicidades (Fuente: INSEE [Consultar]) |     |     |     |     |      |

- Datos: Q253874
- Multimedia: Pietrosella / Q253874

1. ↑  Worldpostalcodes.org, código postal n.º 20166.
2. ↑  INSEE, Datos de población para el año 2012 de Pietrosella (en francés).